# انتقال كروموسومي

صورة توضيحية للإزفاء

الانتقال الكروموسومي أو انتقال صبغي أو تبادل المواقع الصبغية أو تغيير الموقع أو طفرة تغيير الموضع أو انتقال الموضع أو الإزفاء (بالإنجليزية: chromosomal translocation)‏ هو أحد أنواع اضطرابات الكروموسومات وتتمثل بانتقال جزء من الصبغي إلى صبغي آخر. قد يكون هذا التبادل متوازنا (تساوي المادة الوراثية المتبادلة) ولا يؤدي إلى أضرار، وقد يكون التبادل غير متوازن فيحدث خلل في وظيفة الكروموسوم.
هناك نوعان من الإزفاءات:
- إزفاء تبادلي : حدوث تبادل بالمادة الوراثبة بين صبغيين، من الأمثلة على هذا التبادل صبغي فيلادلفيا.
- إزفاء روبرتسوني: سمي بهذا الاسم نسبة للعالم الذي إكتشفه (و.ر.ب. روبرتسون). ويحدث هذا النوع من الإزفاء في الصبغيات ذات القسيم المركزي الطرفي (صبغيات 13 و 14 و 15 و 21 و 22). تحدث العملية عند انكسار الصبغي عند منطقة القسيم المركزي واتحاد كل من الذراعين الطويلين للصبغيين ليشكلا صبغيا واحدا.